# Perriera orientalis
Perriera orientalis är en bittervedsväxtart som beskrevs av René Paul Raymond Capuron. Perriera orientalis ingår i släktet Perriera och familjen bittervedsväxter. Inga underarter finns listade i Catalogue of Life.